# Vorasidenib
Vorasidenib ist ein Arzneistoff, der die Enzyme Isocitrat-Dehydrogenase-1 und -2 (IDH1 und IDH2) hemmt. Mutationen in diesen Enzymen spielen eine Rolle bei verschiedenen Krebserkrankungen. In einer Phase-III-Studie verlängerte Vorasidenib das bildmorphologisch progressionsfreie Überleben (PFS) bei Patienten mit IDH1 oder IDH2-mutierten niedriggradigen Gliomen.

## Wirkmechanismus
Vorasidenib ist ein oral verfügbarer Hemmstoff für mutierte Formen sowohl der Isocitrat-Dehydrogenase Typ 1 (IDH1, IDH1 [NADP+] löslich) im Zytoplasma als auch Typ 2 (IDH2, Isocitrat-Dehydrogenase [NADP+], mitochondrial) in den Mitochondrien, mit potenzieller antineoplastischer Aktivität. Nach der Verabreichung hemmt Vorasidenib spezifisch die mutierten Formen von IDH1 und IDH2 und verhindert somit die Bildung des Onkometaboliten 2-Hydroxyglutarat (2HG) aus Alpha-Ketoglutarat (a-KG). Dies verhindert die 2HG-vermittelte Signalgebung und führt sowohl zur Induktion der zellulären Differenzierung als auch zur Hemmung der zellulären Proliferation in Tumorzellen, die IDH-Mutationen aufweisen. Zusätzlich ist Vorasidenib in der Lage, die Blut-Hirn-Schranke (BBB) zu durchdringen. IDH1 und 2 sind Stoffwechselenzyme, die die Umwandlung von Isocitrat in a-KG katalysieren und Schlüsselrollen in der Energieproduktion spielen. Sie sind in verschiedenen Krebszelltypen mutiert. Zudem katalysieren die mutierten Formen von IDH1 und 2 die Bildung von 2HG und fördern das Krebswachstum, indem sie die zelluläre Differenzierung blockieren und die zelluläre Proliferation induzieren.
Durch die Hemmung zweier Isocitrat-Dehydrogenasen, IDH 1 und IDH 2, unterscheidet sich der Wirkstoff von Ivosidenib, das nur die IDH 1 blockiert und ebenfalls onkologisch eingesetzt wird. Auch besitzt Vorasidenib eine bessere ZNS-Gängigkeit.

### IDH-Mutationen
Bei Tumoren von Patienten mit Gliomen, AML, Gallengangskarzinom oder Chondrosarkom wurden somatische Mutationen der IDH1 und IDH2 festgestellt.
Eine R132-IDH1-Mutationen (IDH1m) wurde bei 9,6 % der Patienten mit AML beobachtet, eine R172-IDH2-Mutationen (IDH2m) in 3 %. IDH1m- und IDH2m-Patienten hatten eine höhere Rezidivrate und ein küzeres Gesamtüberleben. Auch bei Gliomen, insbesondere bei Astrozytomen und Oligodendromen der Grade 2 und 3 fanden sich in 70–100 % R132-IDH1-Mutationen. Im Gegensatz zur AML haben Gliom-Patienten mit einer IDH1-Mutation eine günstigere Prognose als mit IDH1w (unmutierte Wildform).
Für den Wirkmechanismus gibt es folgende Hypothese: Tumoren mit IDH-Mutationen zeigten eine verminderte Umwandlung von Isocitrat in α-Ketoglutarsäure.

Die mutierte IDH1 kann aus Isocitrat 2-Hydroxyglutarsäure anstelle von α-Ketoglutarat bilden.

Häufig verbinden sich ein mutiertes und ein nichtmutiertes IDH zu einem Dimer mit veränderten biochemischen Eigenschaften. Es wird (R)-2-Hydroxyglutarat (2HG), ein Onkometabolit gebildet. Erhöhte 2HG-Konzentrationen führen zu vermehrter Ansammlung reaktiver Sauerstoffspezies. Ferner kommt es zu einer kompetitiven Hemmung von Glutamat- oder α-Ketoglutarat-abhängigen Enzymen. In der Folge entstehen epigenetische Veränderungen, welche die Differenzierung haematopoetischer Zellen bremst.

### Gliom
In einer Phase-III-Studie wurde die Wirksamkeit bei der Behandlung von niedriggradigen Gliomen, die eine IDH1- oder IDH2-Mutation aufwiesen, geprüft. Im Vergleich zur Placebo-Gruppe verlängerte sich bei den mit Vorasidenib behandelten Patienten das bildmorphologisch progressionsfreie Überleben.

## Zulassung
Vorasidenib wurde in den USA im August 2024 unter dem Handelsnamen Voranigo (Servier Pharmaceuticals) für die orale Behandlung (Einnahme als Tablette) von erwachsenen und pädiatrischen Patienten ab zwölf Jahren mit Astrozytom oder Oligodendrogliom des Grades 2 mit einer IDH1- oder IDH2-Mutation nach einer Operation zugelassen.
Die Zulassung basiert auf den Ergebnissen der placebokontrollierten, doppelblinden Phase-III-Studie INDIGO an Patienten mit residualen oder rezidivierenden Gliomen vom Grad 2 und einer IDH1/2-Mutation. Als einzige bisherige Behandlung waren sie operiert worden. Vorasidenib führte im Vergleich zu Placebo zu einer signifikanten Verlängerung des progressionsfreien Überlebens (27,7 Monate vs. 11,1 Monate) sowie der Zeit bis zur nächsten Intervention.
Als häufigste Nebenwirkungen traten Müdigkeit, erhöhte Leberenzyme, Durchfall, Übelkeit und Krampfanfälle auf.

## Physikalisch-chemische Eigenschaften
Vorasidenib wird pharmazeutisch als cokristallines Hemicitrat-Hemihydrat [2-Hydroxy-1,2,3-propantricarbonsäure-6-(6-chlorpyridin-2-yl)-N2,N4-bis[(2R)1,1,1-trifluorpropan-2-yl]-1,3,5-triazin-2,4-diaminhydrat (1:2:1)] eingesetzt. Dies ist ein weißer bis off-weißer Feststoff, der praktisch unlöslich in Wasser ist.